# Двуреченский, Анатолий Васильевич
Анато́лий Васи́льевич Двуре́ченский (род. 10 апреля 1945, Барнаул) — советский и российский физик, доктор физико-математических наук (1988), профессор (1993), член-корреспондент РАН (2008), член секции нанотехнологий Отделения нанотехнологий и информационных технологий РАН, заместитель директора Института физики полупроводников им. А. В. Ржанова СО РАН (2000), заведующий Лабораторией неравновесных полупроводниковых систем (1987).
Специалист в области радиационной физики, атомной структуры и электронных явлений в полупроводниковых низкоразмерных системах, микро-, опто− и наноэлектроники. Автор и соавтор более 380 научных публикаций. Имеет более 4000 цитирований своих работ, опубликованных в реферируемых журналах. Индекс Хирша (2021 год) — 28.

## Биография
А. В. Двуреченский родился 10 апреля 1945 года в Барнауле. Старший из трёх сыновей в семье Василия Арсентьевича Двуреченского и Ефросиньи Григорьевны Двуреченской.
Закончил школу в Бийске с серебряной медалью. Поступил в НГУ в 1963 года. На выбор кафедры оказали влияние лекции А. Ф. Кравченко в ИФП.
В 1968 году окончил физический факультет Новосибирского государственного университета и начал работать в лаборатории радиационной физики Института физики полупроводников СО АН СССР (ИФП СО РАН). А. В. Двуреченский защитил кандидатскую диссертацию по теме «Взаимодействие дефектов, введённых ионной бомбардировкой, между собой и примесью» в 1974 году. В 1988 году защитил докторскую диссертацию по теме «Радиационная модификация неупорядоченных систем на основе кремния».
С 1987 года А. В. Двуреченский возглавляет Лабораторию неравновесных полупроводниковых систем в ИФП СО РАН. В 1988 году вместе с коллегами из ИФП СО АН, КФТИ АН, ФТИ им. Иоффе и ФИАН становится лауреатом Государственной премии СССР за «Открытие явления импульсной ориентированной кристаллизации твёрдых тел („лазерный отжиг“)». С 1987 года учёный работает на физическом факультете НГУ и преподаёт на кафедре физики полупроводников, на которой разработал и читает спецкурсы «Радиационная физика полупроводников» и «Физические основы нанотехнологии». В 1991 году стал профессором этой кафедры. В 1993 году ему присвоено звание профессора по специальности «Физика полупроводников и диэлектриков».
А. В. Двуреченский с 2002 года занимает должность заместителя директора Института физики полупроводников им. А. В. Ржанова СО РАН по научной работе. В 2008 году был избран членом-корреспондентом РАН по Отделению нанотехнологий и информационных технологий РАН по специальности «наноэлектроника». Также в рамках международного сотрудничества он работал в университете штата Нью-Йорк в Олбани, исследовательском центре Россендорфа, фуданьском университете. С 2012 года является членом комиссии по развитию физики Международного Союза Фундаментальной и Прикладной Физики (IUPAP).
А. В. Двуреченский является заместителем председателя Научного совета РАН по теме «Радиационная физика твердого тела», членом научных советов РАН по проблемам «Физика полупроводников» и «Физико-химические основы материаловедения полупроводников». Учёный состоит в редколлегии журналов «Известия ВУЗов, материалы электронной техники», «Успехи прикладной физики», является заместителем председателя диссертационного совета по защитам докторских и кандидатских диссертаций при ИФП СО РАН, а также руководителем ряда программ СО РАН и членом Экспертного совета ВАК по физике.
Под руководством А. В. Двуреченского защищено 12 кандидатских и 6 докторских диссертационных работ. Является автором и соавтором более 380 научных публикаций, включая главы в 9 коллективных монографиях, 10 авторских свидетельств и трёх патентов.
Супруга — Серафима Яковлевна. Дочь — Елена.

## Научный вклад
Основные научные интересы А. В. Двуреченского относятся к радиационной физике, атомной структуре и электронным явлениям в полупроводниках и полупроводниковых низкоразмерных системах, технологиям полупроводниковой микро-, опто- и наноэлектроники. Ключевые области его исследований:
- атомная и электронная конфигурация дефектов, вводимых в полупроводники при облучении быстрыми частицами;
- синтез полупроводниковых наногетероструктур из молекулярных пучков;
- гетероструктуры с квантовыми точками, квантовыми ямами;
- лазерный отжиг[10].

Значительная часть работ была посвящена разработке метода и технологии легирования полупроводников с помощью ионной имплантации и нейтронного облучения. Важным достижением стало открытие явления импульсной ориентированной кристаллизации твёрдых тел («лазерный отжиг»). Это позволило восстанавливать кристаллическую структуру ионно-легированных полупроводниковых пластин после импульсного лазерного воздействия и контролировать распределение квантовых точек в наноструктурах по размерам.
А. В. Двуреченский исследовал морфологические изменения поверхности при росте из молекулярных и ионно-молекулярных пучков с последующим лазерным отжигом. Он разработал технологию создания нового класса полупроводниковых гетероструктур с квантовыми точками в системе германий/кремний.

## Общественная позиция
Подписал открытое письмо учёных президенту России В. В. Путину, выражающее обеспокоенность кризисом фундаментальной науки после реформы РАН в 2013 году. В письме критикуются негативные последствия этой реформы и предлагаются меры по восстановлению единства системы научных институтов и РАН, увеличению финансирования, повышению роли учёных в управлении наукой.

## Награды и почётные звания
- Международная премия Академий наук СССР и ГДР (1988)[4] в составе авторов за цикл совместных работ «Разработка физических основ ионно-импульсной модификации материалов микроэлектроники»[9][13].
- Государственная премия СССР (1988)[4] в составе авторов за цикл работ «Открытие явления импульсной ориентированной кристаллизации твердых тел („лазерный отжиг“)»[3][13].
- Почётные грамоты РАН (1999, 2004), Министерства образования и науки РФ (2007), города Новосибирска (2014, 2015)[9].
- Премия Правительства РФ в области образования (2014)[9][14][4].
- Почётная грамота Президента Российской Федерации (2024) — за большой вклад в развитие отечественной науки, многолетнюю плодотворную деятельность и в связи с 300-летием со дня основания Российской академии наук[15]
- Почётная грамота Российской академии наук (23 апреля 2024) — за многолетний плодотворный труд на благо отечественной науки, значительный вклад в развитие фундаментальных и прикладных научных исследований в области полупроводников, физики конденсированного состояния, полупроводниковой микро- и наноэлектроники, квантовых технологий и в связи с 60-летием основания федерального государственного бюджетного учреждения науки Института физики полупроводников им. А.В. Ржанова Сибирского отделения Российской академии наук